# اسید متیل‌مالونیک
اسید متیل‌مالونیک (به انگلیسی: Methylmalonic acid) یک ترکیب شیمیایی با شناسه پاب‌کم ۴۸۷ است. که جرم مولی آن ۱۱۸٫۰۸۸ g/mol می‌باشد.

## آسيب شناسي
هنگامی که سطوح بالای متیل مالونیک اسید با افزایش سطح اسید مالونیک همراه باشد، این ممکن است نشان دهنده بیماری کمتر تشخیص داده شده ی متابولیک اسیدوری ترکیبی مالونیک و متیل مالونیک (CMAMMA) باشد. با محاسبه نسبت مالونیک اسید به متیل مالونیک اسید در پلاسمای خون، CMAMMA را می توان از اسیدمی متیل مالونیک کلاسیک تشخیص داد.